# David Graeber

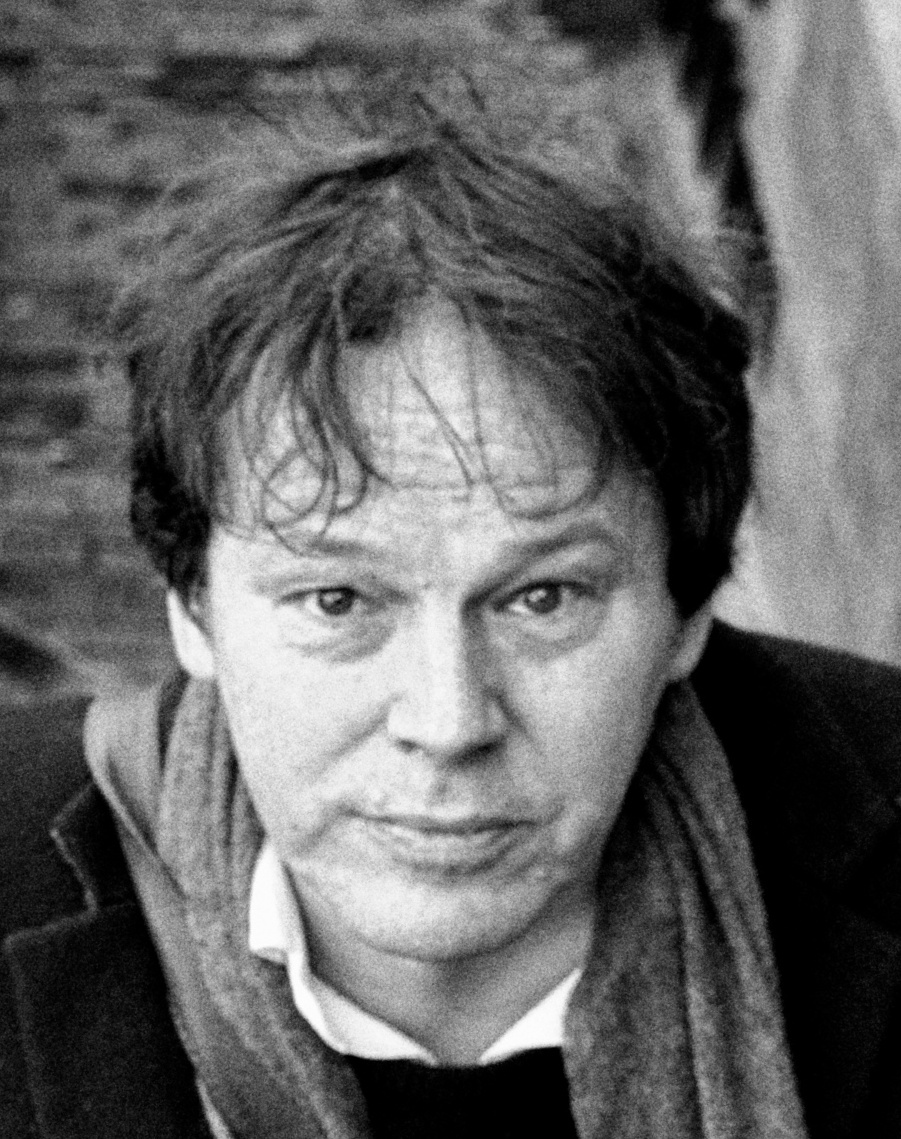
David Graeber (2015)

David Rolfe Graeber (New York, 12 februari 1961 - Venetië, 2 september 2020) was een Amerikaanse antropoloog en anarchistisch activist. Hij wordt door vakgenoot Maurice Bloch omschreven als wereldwijd de beste theoreticus in de antropologie.

## Leven en werk
Graeber volgde voortgezet onderwijs aan de Phillips Academy in Andover, Massachusetts. Hij promoveerde in de antropologie op de uitkomsten van veldwerk op Madagaskar (dissertatie: The Disastrous Ordeal of 1987: Memory and Violence in Rural Madagascar). Een centraal thema in zijn werk is de manier waarop verschillende samenlevingen (economische of andere) waarde toekennen aan goederen, diensten of principes, en in het verlengde daarvan, hoe ze omgaan met geld en schulden. Over dit thema schreef hij het boek Schuld: de eerste 5000 jaar (Nederlandse uitgave 2012; oorspronkelijke titel Debt: The First 5,000 Years, 2011), dat vooral de relatie tussen schuld en macht analyseert.
Vanaf 1998 was Graeber verbonden aan Yale University, die hem echter in 2005 om onduidelijke redenen geen contractverlenging aanbood; collega's vermoedden politieke motieven en startten een petitie om Yale op andere ideeën te brengen, maar slaagden daar niet in. In 2008 vertrok Graeber naar Goldsmiths College, waar hij tot 2013 lesgaf. In 2013 werd hij hoogleraar aan de London School of Economics (LSE).

## Maatschappelijk engagement
Graeber omschreef zijn maatschappijvisie als "anarchisme met een kleine 'a'": een streven naar een staatloze samenleving met directe democratie, zonder blauwdruk van hoe die eruit moet zien. Dat een dergelijke samenleving mogelijk is, toont volgens Graeber de praktijk die hij op Madagaskar aantrof, waar het gezag van de overheid vrijwel afwezig is terwijl de samenleving gewoon blijft draaien. Graeber kreeg wereldwijde bekendheid door zijn organiserende rol in de protestbeweging Occupy Wall Street (2011) en was medeverantwoordelijk voor de leuze We are the 99% ("wij zijn de 99%") die deze beweging hanteerde.
Een van de specifieke thema's die terugkomen in Graebers opiniërende werk is de macht die schuldeisers, dus de financiële sector, in de hedendaagse economie hebben over burgers. In Schuld pleit hij voor een systeem van kwijtschelding, zoals die ook in vrijwel alle voor-kapitalistische maatschappijen bestaan heeft. Zijn standpunt hierover werd bekritiseerd door Thomas Piketty, die erop wees dat kwijtschelding ten koste gaat van de uiteindelijke schuldeisers, kleinvermogenden, en niet de financiële instellingen die het stelsel in stand houden.
Een ander thema van Graeber is de noodzaak van radicale arbeidstijdverkorting (een nooit ingeloste belofte van John Maynard Keynes) en een basisinkomen, samen bedoeld om zinloos bureaucratisch werk (bullshit jobs) uit de wereld te helpen. Onder bureaucratie verstaat hij niet alleen de overheid (een "rechtse misvatting") maar ook alle regels en papierwerk die de vrije markt over consumenten uitstort.

## Bestseller 60
| Boeken met noteringen in de Nederlandse Bestseller 60 | Jaar van verschijnen | Datum van binnenkomst | Hoogste positie | Aantal weken | Opmerkingen                       |
| ----------------------------------------------------- | -------------------- | --------------------- | --------------- | ------------ | --------------------------------- |
| Het begin van alles                                   | 2022                 | 06-04-2022            | 13              | 24           | in samenwerking met David Wengrow |

- Bibsys: 2048354
- Biblioteca Nacional de España: XX5243122
- Bibliothèque nationale de France: cb14474712r (data)
- Catàleg d'autoritats de noms i títols de Catalunya: 981058511445906706
- CiNii: DA13492655
- Gemeinsame Normdatei: 136471862
- International Standard Name Identifier: 0000 0001 1038 8449
- Library of Congress Control Number: no97027235
- Nationale Bibliotheek van Letland: 000218365
- MusicBrainz: db19fd7f-b33c-462e-ae9c-a0d94d0ca329
- Bibliotheek van het Japanse parlement: 01065395
- Nationale Bibliotheek van Tsjechië: vse2012732250
- Nationale Bibliotheek van Israël: 987007567929105171
- Nationale en Universitaire bibliotheek Zagreb: 000586104
- Nederlandse Thesaurus van Auteursnamen: 165644389
- Réseau des bibliothèques de Suisse occidentale: 02-A024838408
- Istituto Centrale per il Catalogo Unico: RMSV486610
- LIBRIS: 359211
- Système universitaire de documentation: 083374418
- Virtual International Authority File: 12531284
- WorldCat: E39PBJp6cxKF7V9pDpBRxmvPwC